# AMC (rete televisiva)
AMC (originariamente acronimo di American Movie Classics) è una emittente televisiva via cavo statunitense, parte dei pacchetti base dei principali fornitori del servizio nel paese. AMC fa parte del gruppo AMC Networks Inc..
In origine il canale trasmetteva film classici, per lo più anteriori agli anni 1950, senza interruzioni pubblicitarie. Specialità della rete erano le maratone sui Fratelli Marx.
Successivamente il canale ha cambiato formato, trasmettendo film più recenti e finanziandosi anche con la pubblicità.
Dal 1996 al 1998 è stata trasmessa la prima serie televisiva in esclusiva per la rete, Remember WENN, che parlava della vita in una stazione radiofonica negli anni trenta. Dal 2007 al 2015 prodotto di punta del suo palinsesto è stata la pluripremiata serie Mad Men, ambientata nel mondo della pubblicità nella Madison Avenue degli anni cinquanta, oltre alla apprezzatissima Breaking Bad (2008-2013), con protagonisti Bryan Cranston e Aaron Paul.
A partire da novembre 2010, la AMC ha raggiunto maggiore fama grazie alla messa in onda della serie televisiva horror The Walking Dead (ispirata all'omonima graphic novel), trasmessa quasi in contemporanea nel resto del mondo tramite i canali Fox International. La serie è poi terminata nel 2022 dopo 11 stagioni.
Al 2013 risultava uno dei canali via cavo più popolari negli Stati Uniti, ricevibile da oltre l'85% delle famiglie statunitensi.

## Loghi

Logo AMC utilizzato dal 1984 al 1989
Logo AMC utilizzato dal 1989 al 1993
Logo AMC utilizzato dal 1993 al 1999
Logo AMC utilizzato dal 2002 al 2007
Logo AMC utilizzato dal 2007 al 2013
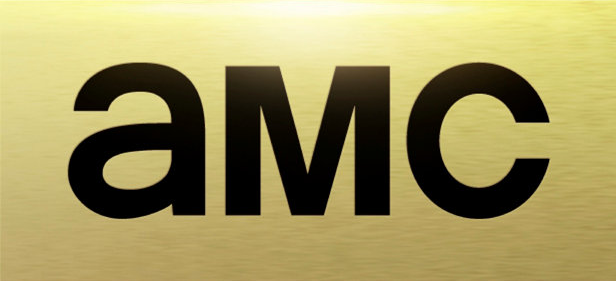
Logo AMC utilizzato dal 2013 al 2019
Logo AMC in uso dal 2019

## Produzioni originali
- Remember WENN (1996-1998)
- The Lot (1999-2001)
- Broken Trail - Un viaggio pericoloso (2006)
- Mad Men (2007-2015)
- Breaking Bad (2008-2013)
- The Prisoner (2009)
- Rubicon (2010)
- The Walking Dead (2010-2022)
- The Killing (2011-2013)
- Hell on Wheels (2011-2016)
- Low Winter Sun (2013)
- Turn: Washington's Spies (2014-2017)
- Halt and Catch Fire (2014-2017)
- Better Call Saul (2015-2022)
- Fear the Walking Dead (2015-2023)
- Into the Badlands (2015-2019)
- Preacher (2016-2019)
- Feed the Beast (2016)
- The Son - Il figlio (2017-2019)
- The Walking Dead: World Beyond (2020-2021)
- Dark Winds (dal 2022)
- Tales of the Walking Dead (2022)
- That Dirty Black Bag (2022)
- Interview with the Vampire (dal 2022)
- The Walking Dead: Daryl Dixon  (dal 2023)
- The Walking Dead: Dead City  (dal 2023)